# Distretto di Soʻx
Il distretto di Soʻx (comune anche la grafia: Sokh; in uzbeco  Сўх тумани?, ''Soʻx tumani; in tagico ноҳияи Сӯх?, nohiyai Sūx; in russo  Сохский район?, Sochskij rajon), uno dei 15 distretti della regione di Fergana, in Uzbekistan, è un insieme di due exclavi uzbeche che si trovano in territorio kirghiso e sono abitate al 99% da tagiki, lo 0,72% kirghisi, e lo 0,28% uzbeki e di altre nazionalità.

## Geografia fisica

### Territorio
Il territorio è diviso in due parti:
- Soʻx settentrionale (o bassa Soʻx), con la città di Chon-Qora;
- Soʻx meridionale (o alta Soʻx), la parte principale comprende il capoluogo Sokh.

L'exclave è circondata da due distretti kirghisi della regione di Batken: Batken a ovest e Kadamžaj a est, e da nove dogane kirghise lungo i 135 km di confine.
Secondo il Kyrgyzstan Development Gateway c'è un'altra enclave uzbeca in Kirghizistan. Copre 40 ettari di terra arabile vicino al villaggio kirghizo di Tayan a sud dell'enclave principale.

### Clima
Il clima è di tipo montuoso, con estati fresche e inverni gelidi e forti escursioni termiche.

## Origini del nome
Il nome viene dal fiume Soʻx che, scorrendo per 124 km da sud a nord, attraversa entrambe le enclavi del distretto, rendendo i terreni fertili e particolarmente adatti per l'agricoltura.

## Origini del distretto
Fino alla fine del XVIII secolo Soʻx è un distretto amministrativo autonomo, ma poi a far parte del Khanato di Kokand, sotto i cui auspici è stato fino al 1876 dopo essere entrato nell'impero russo e formata la regione del Fergana, nei primi mesi del 1880 furono formate cinque contee nella regione di Ferghana: Kokand, Margelan, Namangan, Andijan e Osh. Sokh come un volost indipendente divenne parte della contea di Kokand, regione di Ferghana, governatore generale del Turkestan Impero russo
Dopo l'istituzione del potere sovietico nel 1923-1929 e la regionalizzazione nel 1926-1929 sull'area del Soʻx, con decreto del Comitato Esecutivo Centrale del SSR uzbeko n. 5 del 29 settembre 1926 come parte della regione di Ferghana, in Uzbekistan, si prevedeva di formare la regione di Sokh con un centro amministrativo. Tuttavia in seguito questa decisione fu annullata e Sokh come distretto rurale fu incluso nella regione di Rishtan.
Nel luglio del 1942, secondo il decreto del Consiglio dei commissari del popolo della SSR uzbeka, fu formato il distretto di Soʻx, che esisteva fino al 7 marzo 1959, dopo di che fu nuovamente incluso nel distretto di Rishtan come raduno rurale di Soʻx.
Ancora una volta, il distretto di Soʻx è stato formato il 27 febbraio 1990 con un centro amministrativo nel villaggio di Ravan, con una superficie totale di 220 km², con 19 insediamenti, circondato dai confini del Kirghizistan (135 km).

## Storia

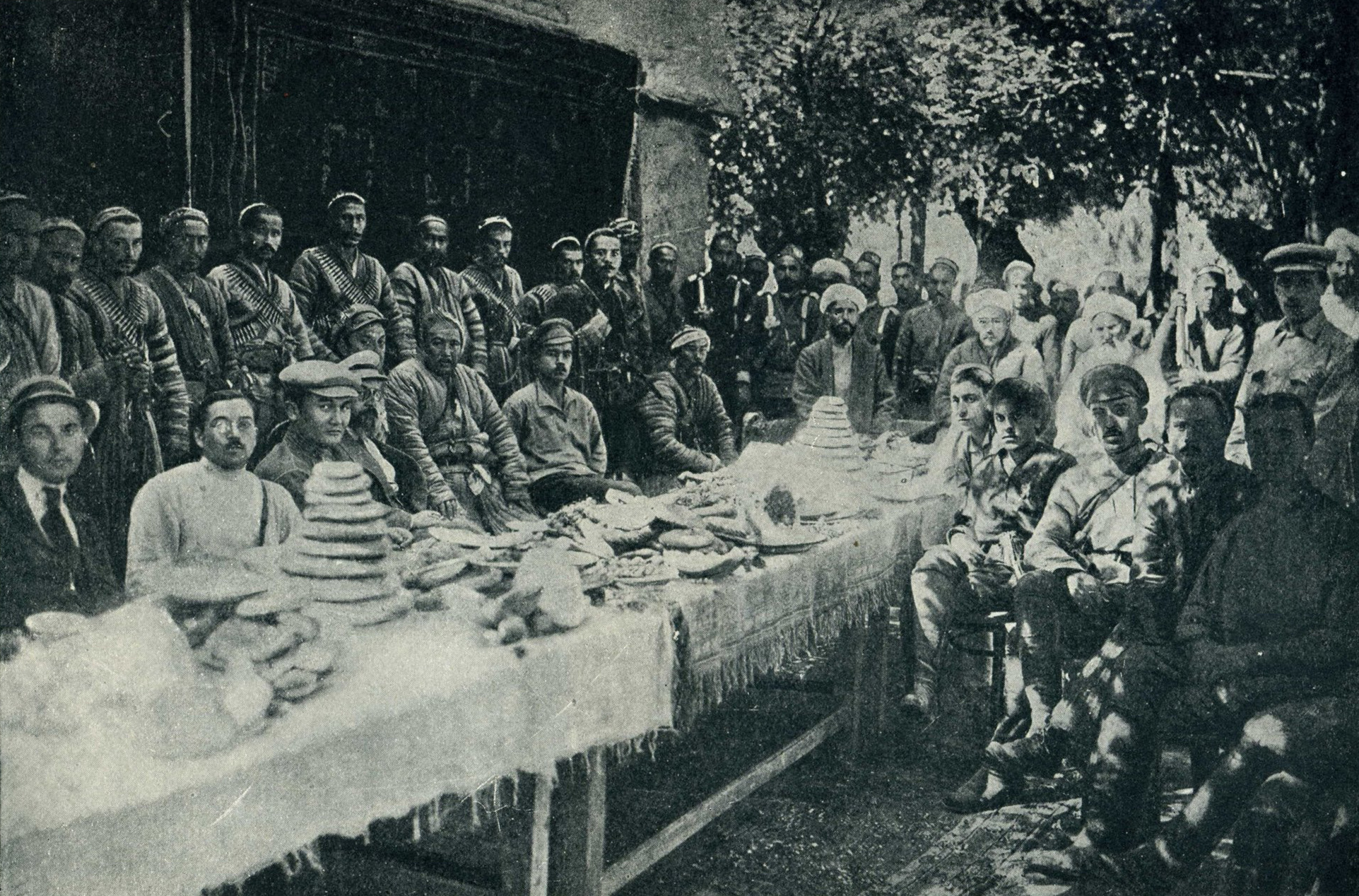
Negoziazioni tra governo sovietico e basmachi dopo la rivolta nella valle del Fergana nel 1921.

Nel libro Khudud al-Alam (in arabo  حدود العالم من المشرق الی المغرب‎?) – primo esempio, del 982, di trattato geografico in lingua persiana, di autore sconosciuto – Sokh è elencato come una città:
(autore sconosciuto, Khudud al-Alam)
Il sovrano timoroso di India e Afghanistan, le risaie dell'Impero Mughal, e noto anche come il poeta e scrittore uzbeko Zahir ad-din Muhammad Babur nel suo libro Nome di Babur:
(Zahir ad-din Muhammad Babur, Nome di Babur)
(Zahir ad-din Muhammad Babur, Nome di Babur)
Insieme a Kokand, Sokh fu uno dei centri dell'insurrezione dei Basmachi dal 1918 al 1924. A quel tempo Sokh era contigua all'Uzbekistan.
Durante la seconda guerra mondiale due soldati di queste zone si sono distinti: Amirali Saidbekov, Eroe dell'Unione Sovietica e Teshaboy Odilov quale cecchino, che ha 114 uccisioni confermate di soldati tedeschi.
Nel 1950, a Sokh sul passo Badamcha Daval nel tratto Bor-Korbaz, furono scoperte le catacombe Hun del III - IV secolo. Uno dei maggiori storici e archeologi sovietici dell'Asia centrale, il professor A. N. Bernshtam nel libro "Saggio sulla storia degli unni".
(A.N. Bernshtam)
Sokh è stato creato nel 1955. La leggenda locale afferma che "il territorio è stato perso da un funzionario del Partito comunista kirghiso in un gioco di carte con la sua controparte uzbeka". Altri dicono che aveva senso assegnare l'area all'Uzbekistan perché le strade che correvano lungo il fiume Sokh si collegavano all'Uzbekistan a nord piuttosto che attraversare per molti chilometri il territorio del Kirghizistan ad est e ad ovest dell'area in questione.
Dopo il crollo dell'URSS, cessarono i legami educativi e culturali tra abitanti tagiki e Tagikistan.
Nel 1999, l'Uzbekistan ha affermato che i militanti del Movimento Islamico dell'Uzbekistan (IMU) stavano usando Sokh come base per attaccare l'Uzbekistan e il Kirghizistan. All'inizio di quell'anno, Tashkent è stata scossa da una serie di attentati con auto-bomba attribuiti all'IMU. L'Uzbekistan ha iniziato a scavare attorno ai confini del distretto di Sokh, causando la reazione del Kirghizistan che, tramite i suoi rappresentanti, ha sostenuto che la controparte stia interrato mine antiuomo sul territorio kirghiso.
Attualmente in India esiste un insediamento di Khushyar, dove vivono i discendenti dei residenti di Sokh Khushyar, che anticamente si unirono a Babur e parteciparono alle sue campagne in Afghanistan e India.

## Monumenti e luoghi d'interesse

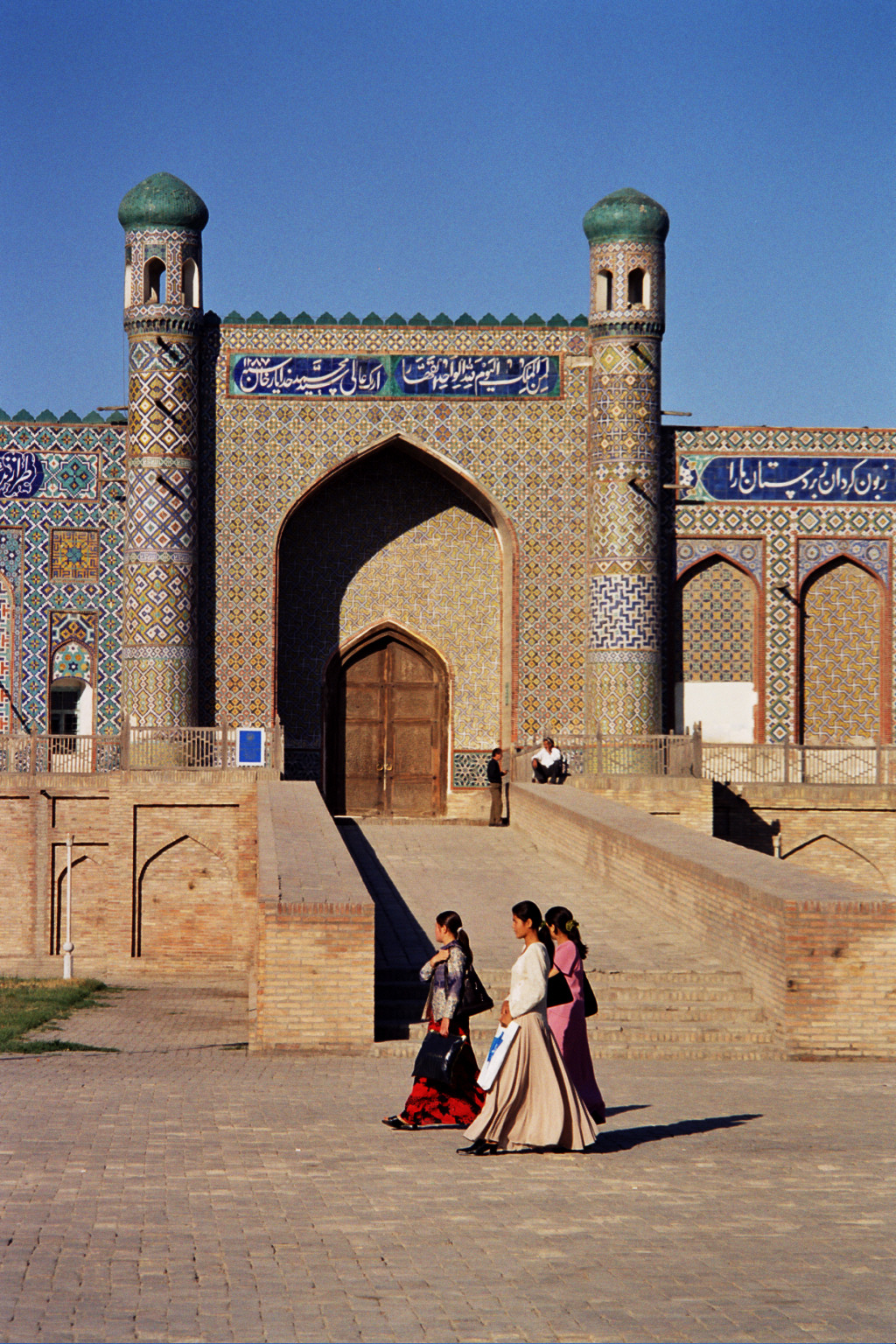
L'ingresso principale del palazzo Khodoyar Khan

### Fortezza di Khudoyar Khan
Nel corso centrale, il fiume Sokh riceve un affluente dell'Abgol, alla cui foce era riparato un villaggio con lo stesso nome sulla terrazza del fiume. Qui, a metà del XVIII secolo, fu costruita una fortezza dal sovrano del Kokand Khudoyar Khan per pacificare il ribelle Kirghizistan e stabilire il controllo sulla rotta delle carovane per Karategin, un muro di pietra-argilla è visibile intorno all'intero perimetro della terrazza. Appesa sopra una scogliera, sembra intimidatoria e inespugnabile. La cittadella era situata sul lato occidentale, sospesa sulla valle del fiume. C'erano una volta soldati in cotta di maglia armati di spade e lance. Ora, solo il vento si sente suonare nei buchi delle scappatoie assieme alla triste melodia del tempo passato. Entrambe le parti sono collegate da un piccolo ponticello, lungo il quale si estende uno stretto corridoio. Dove entrambe le parti della struttura si chiudono, sorgono due torri coniche. Sono loro che danno alla fortezza il suo aspetto da "servo". Sul suo territorio ci sono antiche lastre di pietra con dipinti rupestri di animali e cavalieri di cammelli. I disegni, ovviamente, sono molto più antichi delle mura e non hanno alcuna relazione con la fortezza.

## Società

### Evoluzione demografica, etnie e minoranze straniere
Nel 1909, l'area di Sokh faceva parte del distretto di Kanibadam, dove vivevano 12.144 residenti in 2594 iarde, di cui 8.853 erano tagichi e 3.291 kirghisi.
| La popolazione dell'area di Sokh e villaggi circostanti nel 1909 |               |                    |                                             |
| Nome Seleniy                                                     | Area in iarde | Numero di abitanti | Composizione predominante nella popolazione |
| Kalyacha                                                         | 300           | 3000               | tagiki                                      |
| Sol                                                              | 567           | 2650               | tagiki                                      |
| Kui-Kurgan                                                       | 480           | 2359               | kirghisi                                    |
| Hush-ar                                                          | 328           | 1436               | tagiki                                      |
| Tul                                                              | 224           | 1080               | tagiki                                      |
| Gaznau                                                           | 165           | 823                | tagiki                                      |
| Kara Tukai                                                       | 141           | 569                | kirghisi                                    |
| Kalach                                                           | 105           | 564                | tagiki                                      |
| Linbur                                                           | 120           | 562                | tagiki                                      |
| Kyzyl-Kіyak                                                      | 110           | 475                | tagiki                                      |
| Chunkara                                                         | 80            | 450                | tagiki                                      |
| Sheikh Atalik                                                    | 102           | 448                | tagiki                                      |
| Daihai vairan                                                    | 85            | 365                | tagiki                                      |
| Malmut                                                           | 60            | 262                | kirghisi                                    |
| Tayan                                                            | 27            | 101                | kirghisi                                    |

La popolazione al censimento del 1993, contava 42.800 abitanti, più recenti stime indicano la cifra di 70.000.
Attualmente, il distretto si compone di 19 insediamenti. La popolazione è di 74,1 mila persone, di cui 38,8 mila persone (65,9%) di popolazione urbana e 20,1 mila (34,1%) rurale. Dal punto di vista etnico: il 99% sono tagiki, lo 0,72% kirghisi, e lo 0,28% uzbeki e di altre nazionalità.

### Lingue e dialetti
La popolazione tagika di Sokh parla dialetti della lingua tagika, che, secondo la classificazione accettata, appartengono al gruppo della parte meridionale della valle del Fergana e sono divisi in due gruppi: il primo discende dagli originari abitanti della valle non sono stati sottoposti a turchizzazione; il secondo sono i discendenti degli immigrati dalle montagne, principalmente da Karategin e, in misura minore, da persone provenienti da altri luoghi: Samarcanda, Somgar, Khojent, che vivono nella parte superiore e sud-occidentale della valle.
Molti residenti dell'exclave parlano tradizionalmente tre o più lingue (tagico, uzbeko, russo, kirghiso), tuttavia la lingua madre di quasi tutti i suoi abitanti è il tagico.

### Istruzione e stampa
La lingua utilizzata dai media locali, tra cui il settimanale Sadoi Sukh (la Voce di Sokh), è il tagico.
I villaggi di Sokh hanno ventotto scuole e quattro università. L'istruzione in tutte le scuole e tutte le università viene svolta nella lingua tagica, nonostante non abbia lo status di lingua ufficiale in Uzbekistan.

## Infrastrutture e trasporti
L'aeroporto o la stazione ferroviaria più vicini per i residenti di Soh si trova a circa 120 chilometri dalla città di Ferghana, il maggiore centro della valle.
Non ci sono autobus e treni regolari che collegano Sokh con qualsiasi altra città. L’aereo da Fergana le auto private e i taxi sono gli unici mezzi di trasporto, ma non tutti possono permetterseli.

## Economia

### Settore primario

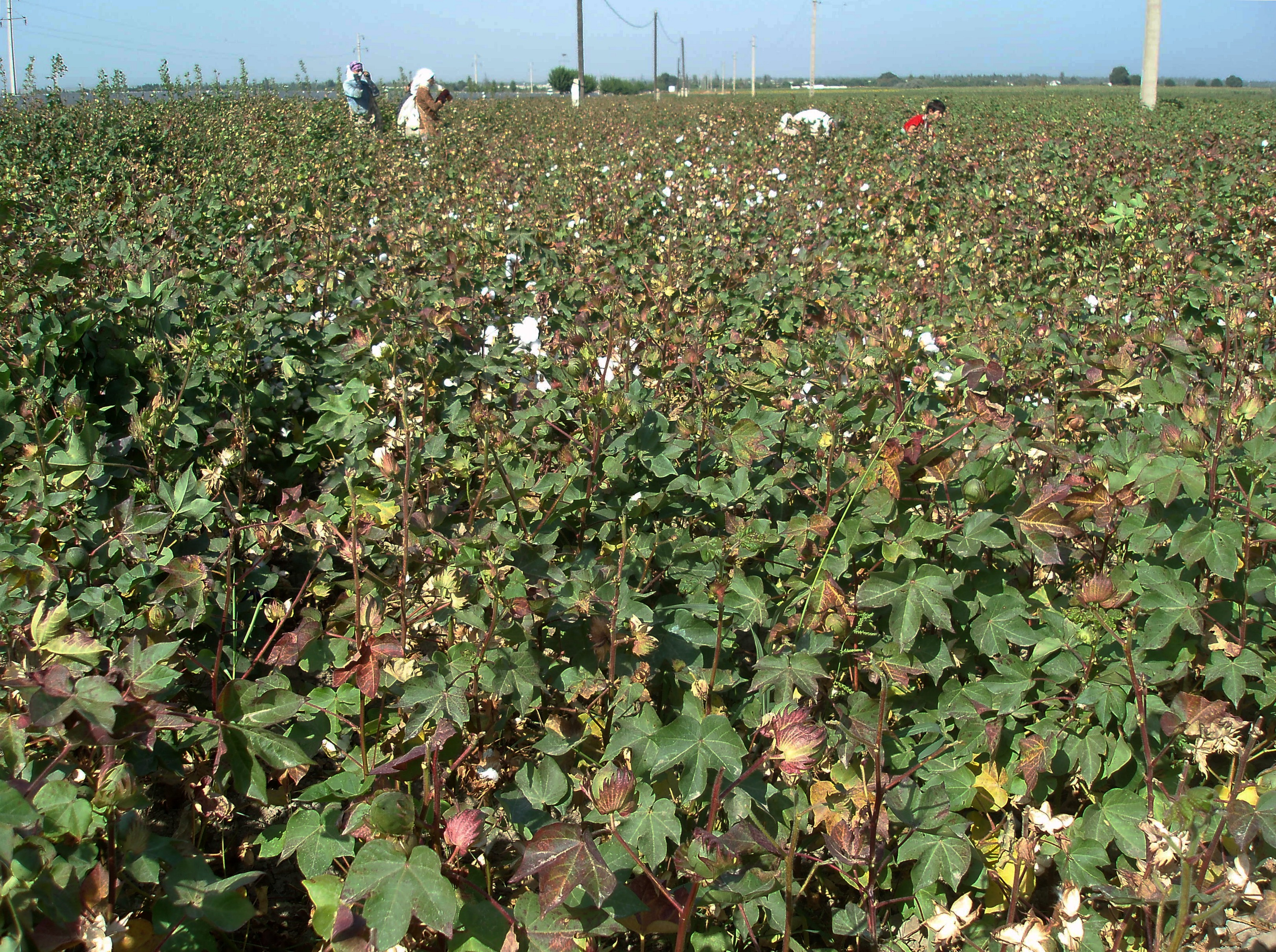
Campo di cotone nella valle del Fergana

L'attività principale è la risicoltura e più in generale frutticoltura, tra cui albicocche e della patata, praticate nel fondovalle del fiume Sokh.
L'attività dell'allevamento di pecore, capre e bovini è ostacolata dalle autorità kirghise che non consento di far pascolare gli animali nel loro territorio e devono essere tenute all'interno di capannoni per evitare sconfinamenti.
Una guardia kirghisa è stata uccisa da un suo collega uzbeko per aver cercato di rubare 10 tonnellate di patate e 5 tonnellate di albicocche secche.

### Settori secondario e terziario
Un ruolo notevole è giocato dalle rimesse dato che la migrazione stagionale di forza lavoro maschile in Russia è importante. L'exclave comprende ventotto scuole e quattro scuole superiori, tre cliniche, dodici dispensari e dieci centri sanitari.